# Castro (cognome)
Castro è un cognome di lingua italiana.

## Castra
Castracani, Castri, Castrillo, Castriota, Castrogiovanni, Castronovo, Castronuovo, Castroreale, Castrovillari, Castruccio, De Castri, De Castris, Li Castri, Li Castro, Licastri, Licastro, Lo Casto, Lo Castro, Nicastro.

## Origine e diffusione
Il cognome è tipicamente meridionale.
Potrebbe derivare da un toponimo legato al termine latino castrum, castello. Ha la stessa etimo dei cognomi Castaldi, Castellani e Castelli.
Le varianti De Castro e Lo Castro sono meridionali; Castriota potrebbe avere origine greco-albanese.

## Persone
- Giovanni De Castro (1837-1897) – giornalista, scrittore, drammaturgo, storico e docente italiano
- Lorenzo De Castro (1677-1764) – compositore italiano
- Luca Grimaldi De Castro (1530-1611) – doge della Repubblica di Genova